# Barbara Sarafian

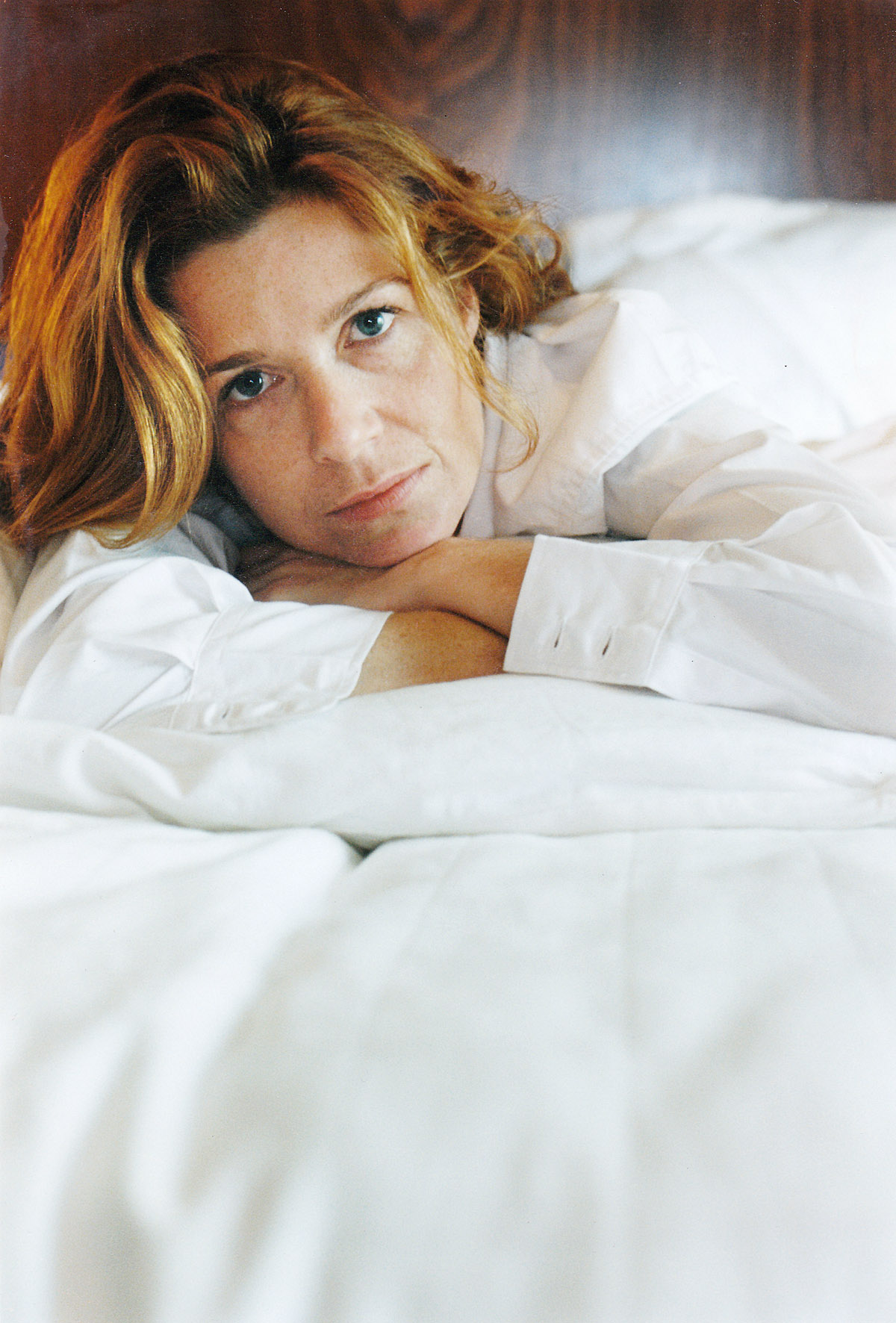
Barbara Sarafian

Barbara Sarafian (* 16. April 1968 in Gent) ist eine belgische Schauspielerin.

## Leben
Barbara Sarafian wurde als Tochter eines Armeniers und einer Flämin geboren. Sie arbeitete im Radio, bevor sie 1994 in dem Kurzfilm Pasta! ihr Leinwanddebüt gab. Ihr erster Spielfilm wurde 1996 der Fernsehactionfilm The Way to Dusty Death. An der Seite von Linda Hamilton, Simon MacCorkindale und Uwe Ochsenknecht hatte sie eine kleine Statistenrolle. Um die Jahrtausendwende spielte sie gemeinsam mit Christopher Lambert in dessen beiden Actionfilmen Die Festung II: Die Rückkehr und The Point Men mit.

## Filmografie (Auswahl)
- 1994: Pasta!
- 1996: The Way to Dusty Death
- 2000: Die Festung II: Die Rückkehr (Fortress 2: Re-Entry)
- 2001: The Point Men
- 2007–2012: Pieter Aspe – Mord in Brügge (Aspe, Fernsehserie, zwei Folgen)
- 2008: Neulich in Belgien (Aanrijding in Moscou)
- 2009: SM Richter (SM-rechter)
- 2010: Marieke und die Männer (Marieke, Marieke)
- 2011: Bullhead (Rundskop)
- 2011: Isabelle
- 2012: Hemel
- 2012: Allez, Eddy!
- 2012: Brasserie Romantiek – Das Valentins-Menü (Brasserie Romantiek)
- 2014: In Vlaamse velden (Fernsehserie, 10 Folgen)
- 2016: Vincent
- 2016–2017: Zimmer 108 (Beau Séjour, Fernsehserie, 10 Folgen)
- 2018: Wir – Der Sommer, als wir unsere Röcke hoben und die Welt gegen die Wand fuhr (Wij)
- 2018: 24 Hours – Two Sides of Crime (Fernsehserie, 7 Folgen)